# والتر لويس بيلي الابن
والتر لويس بيلي جونيور (مواليد 5 يوليو 1930، في وينسبيرج، بنسلفانيا؛  توفي في 15 يناير 2013 في نورثبروك، إلينوي)، عالم رياضيات أمريكي.
ركز بحث والتر بيلي على مجالات المجموعات الجبرية والأشكال المعيارية والتطبيقات النظرية للأرقام والأشكال ذات النمط الآلي. من أعماله المهمة التي أنجزها مع Armand Borel، ما عرف بـ دمج Baily-Borel، وهو دمج لحاصل قسمة فضاء هيرميت المتماثل بواسطة مجموعة حسابية (أي مجموعة جبرية خطية فوق الأرقام المنطقية).  بنى بيلي وبوريل على أعمال إيتشيرو ساتاكي وآخرين.
أصبح بيلي زميل بوتنام عام 1952.  درس في معهد ماساتشوستس للتكنولوجيا (MIT)، وحصل على بكالوريوس العلوم في الرياضيات عام 1952، وبعد ذلك التحق بجامعة برينستون، وحصل على الماجستير عام 1953 وحصل على درجة الدكتوراه في الرياضيات عام 1955 باشراف مستشار أطروحته كونيهيكو كودايرا. بعد ذلك، عمل مدرّساً في جامعة برينستون ثم في معهد ماساتشوستس للتكنولوجيا. عام 1957 أصبح عالم رياضيات في مختبرات بيل. عام 1957، عُيّن أستاذًا مساعدًا ثم حصل على ترقية إلى درجة أستاذ عام 1963 في جامعة شيكاغو. أصبح أستاذاً فخرياً بجامعة شيكاغو عام 2005.
كان عضوًا في الجمعية الأمريكية للرياضيات والجمعية الرياضية في اليابان. غالبًا ما زار جامعة طوكيو ضيفاً على Shokichi Iyanaga و Kunihiko Kodaira، وتحدث اليابانية بطلاقة، وفي طوكيو عام 1963 تزوج Yaeko Iseki، وأنجب منها ابنًا. امتلك شقة في طوكيو لسنوات عديدة حيث كان يمضي فصل الصيف. بالإضافة إلى ذلك، كان كثيرًا ما يزور موسكو وسانت بطرسبرغ ويتحدث الروسية بطلاقة.
حصل على زمالة Alfred P. Sloan عام 1958. في عام 1962، كان متحدثًا مدعوًا في المؤتمر الدولي لعلماء الرياضيات الذي عُقد في ستوكهولم.
من بين طلابه الذين حصلوا على الدكتوراة بإشرافه: بول مونسكي، وتيموثي جيه. هيكي، ودانييل بومب.

## فهرس المؤلفات
- Baily، Walter Lewis؛ Borel، Armand (1964)، "On the compactification of arithmetically defined quotients of bounded symmetric domains"، Bulletin of the American Mathematical Society، ج. 70، ص. 588–593، DOI:10.1090/S0002-9904-1964-11207-6، MR:0168802
- Baily، Walter Lewis؛ Borel، Armand (1966)، "Compactification of arithmetic quotients of bounded symmetric domains"، حوليات الرياضيات، ج. 84، ص. 442–528، DOI:10.2307/1970457، JSTOR:1970457، MR:0216035
- Baily، Walter Lewis (1958)، "On Satake's compactification of {\displaystyle V_{n}}"، American Journal of Mathematics، ج. 80، ص. 348–364، DOI:10.2307/2372789، JSTOR:2372789، MR:0099451
- Baily، Walter Lewis (1959)، "On the Hilbert–Siegel modular space"، American Journal of Mathematics، ج. 81، ص. 846–874، DOI:10.2307/2372991، JSTOR:2372991، MR:0121506
- On the orbit spaces of arithmetic groups, in: Arithmetical Algebraic Geometry (Proc. Conf. Purdue Univ., 1963), Harper and Row (1965), 4–10
- On compactifications of orbit spaces of arithmetic discontinuous groups acting on bounded symmetric domains, in: Algebraic Groups and Discontinuous Subgroups, Proceedings of Symposia in Pure Mathematics, 9, American Mathematical Society (1966), 281–295 ماثماتيكل ريفيوز0207711

## روابط خارجية
- Autoren-Profil في بنك البيانات zbMATH
- دليل لأوراق والتر بيلي 1930-2005 من مركز أبحاث المجموعات الخاصة بجامعة شيكاغو